# Distrito electoral de Mills (condado de Pierce, Nebraska)
Mills (en inglés: Mills Precinct) es un distrito electoral ubicado en el condado de Pierce en el estado estadounidense de Nebraska. En el Censo de 2010 tenía una población de 44 habitantes y una densidad poblacional de 0,47 personas por km².

## Geografía
Mills se encuentra ubicado en las coordenadas 42°8′1″N 97°46′35″O / 42.13361, -97.77639. Según la Oficina del Censo de los Estados Unidos, Mills tiene una superficie total de 93.14 km², de la cual 93.14 km² corresponden a tierra firme y (0%) 0 km² es agua.

## Demografía
Según el censo de 2010, había 44 personas residiendo en Mills. La densidad de población era de 0,47 hab./km². De los 44 habitantes, Mills estaba compuesto por el 95.45% blancos, el 0% eran afroamericanos, el 0% eran amerindios, el 2.27% eran asiáticos, el 0% eran isleños del Pacífico, el 0% eran de otras razas y el 2.27% pertenecían a dos o más razas. Del total de la población el 0% eran hispanos o latinos de cualquier raza.